# Hozumi Yatsuka
Hozumi Yatsuka est un nom japonais traditionnel ; le nom de famille (ou le nom d'école), Hozumi, précède donc le prénom (ou le nom d'artiste).
Hozumi Yatsuka (穂積 八束) (20 mars 1860 - 5 octobre 1912) est un expert constitutionnel japonais de l'ère Meiji.

## Biographie
Entré à l'université impériale de Tokyo en 1879, Hozumi étudie l'anglais pendant six ans auprès des nombreux professeurs étrangers qui font des conférences en anglais. En 1883, après l'obtention de son diplôme, il poursuit son cursus en étudiant les sciences politiques. En août 1884, il se rend en Allemagne pour étudier l'histoire institutionnelle européenne et le droit constitutionnel. Durant son séjour en Allemagne, il étudie dans trois universités : Heidelberg, Berlin et Strasbourg. À Strasbourg, il étudie auprès de Paul Laband dont l'influence sur Hozumi est profonde. Laband est le représentant allemand de l'école de positivisme juridique. Selon cette pensée, le positivisme signifie une préoccupation exclusive pour le droit positif, la loi étant réellement promulguée par un législateur compétent. Le concept central de la théorie de Laband est celle de la personnalité juridique de l'État. Il insiste sur la souveraineté de cette personnalité juridique et de ses membres constituants.
En 1889, Hozumi retourne au Japon et délaisse peu à peu le positivisme juridique mais ne rejette pas son influence positiviste. Dans les années qui suivent son retour, des attaques de la gauche et des controverses sur l'interprétation de la constitution Meiji l'amènent à rechercher la véritable source de la grandeur du Japon dans le culte des ancêtres et le concept national de la famille.
Dans son analyse de l'État, Hozumi parle du kokutai (identité nationale) et du seitai (auto-régénération). Le sens général et élargi du kokutai est déjà discuté dans le paragraphe précédent. Hozumi redéfinit le sens du kokutai. Il lui donne un sens juridique spécifique sans le dépouiller de ses connotations historiques et éthiques. Pour lui, le kokutai se réfère au siège de la souveraineté. Deux formes de kokutai sont importantes : la monarchie et la démocratie. Dans la monarchie, le siège de la souveraineté repose sur le monarque et dans la démocratie sur le peuple.
Et la forme du kokutai est également importante pour le genre de constitution d'un pays. Il en distingue deux, la constitution autorisée et la constitution du contrat national. Les constitutions autorisées sont sujettes à la seule volonté du souverain. Tandis que les constitutions du contrat national résulte d'un accord entre les individus souverains.
Le terme seitai est utilisé par Hozumi pour désigner l'organisation gouvernementale spécifique du kokutai. Une importante distinction est faite entre le seitai despotique et le seitai constitutionnel. Un seitai despotique réunit tous les pouvoirs sous une forme indivisible tandis qu'un seitai constitutionnel se caractérise par la répartition des pouvoirs. 
Selon Hozumi, la démocratie est la caractéristique du kokutai européen tandis que le kokutai japonais est monarchiste. Et ainsi la constitution Meiji est une constitution autorisée.
Hozumi est le premier à donner un sens juridique au kokutai et à le lier avec l'idée de la famille. Ses pensées sur la constitution Meiji diffèrent de celles d'Itō Hirobumi mais ses écrits sur la constitution se font dans le cadre de la constitution. Hozumi meurt en 1912 mais ses idées sur l'État japonais et sur la constitution Meiji restent l'interprétation standard jusqu'en 1945.